# Pian della morte
Pian della morte (Panhandle) è un film western statunitense del 1948 diretto da Lesley Selander, con Rod Cameron, Cathy Downs e Reed Hadley.

## Produzione
Il film fu diretto, sceneggiato e prodotto da Blake Edwards e John C. Champion per la Allied Artists Pictures e girato nelle Alabama Hills a Lone Pine, California, a Amarillo e nel Palo Duro Canyon State Park a Canyon, Texas, da metà settembre all'inizio di ottobre 1947.

## Distribuzione
Il film fu distribuito con il titolo Panhandle negli Stati Uniti dal 22 febbraio 1948 al cinema dalla Allied Artists Pictures.
Altre distribuzioni:
- in Austria il 23 dicembre 1949 (Der Rächer von Texas)
- in Finlandia il 30 dicembre 1949 (Henkipaton kosto)
- in Germania Ovest nel 1950 (Der Rächer von Texas)
- in Danimarca il 15 novembre 1954 (Sheriffen rider igen)
- in Brasile (Expiação)
- in Spagna (Imperio del crimen)
- in Francia (Le justicier de la sierra)
- in Grecia (O arhigos ton paranomon)
- in Italia (Pian della morte)

## Promozione
Le tagline sono:
- Filmed in Glorious SEPIA TONE!
- SEE The fiercest man-to-man fight ever caught on film! The last, wild stand of the Panhandle outlaws! The women who were more than a match for Texas badmen!